# Koh Rayang
Koh Rayang är en ö i provinsen Trat i sydöstra Thailand och ingår i den marina nationalparken Ko Chang nationalpark som en av omkring 50 andra öar.